# Мусар
«Муса́р» (от ивр. מוסר‎, буквально «мораль»; мусарники) — движение внутри иудаизма «литовского» толка, оно возникло в XIX веке и противостояло хасидизму, Хаскале (Еврейскому Просвещению) и сионизму. Фактически распалось как организованное движение в XX веке, но его духовный опыт сохраняет большое значение.

## Исторический фон
В ортодоксальном иудаизме, начиная по крайней мере с времён Талмуда, главной заповедью считалось изучение Торы. Постепенно сложился идеал ученика иешивы, который большую часть своего времени посвящал изучению Талмуда. При этом, особенно в Восточной Европе, изучение Танаха был совершенно запущено, да и из Талмуда пропускались все места, не относящиеся собственно к закону. Это приводило к обеднению эмоциональной жизни талмудистов. На фоне этого развился хасидизм, которые подчёркивал эмоциональную сторону жизни и тем самым конкурировал с талмудическим, «литовским» образом жизни.
Другим конкурентом явилось движение «Гаскала», основная идея которого было преодоление евреями изоляции и усвоение европейской культуры. Значительная часть сторонников Гаскалы («маскилим»), особенно в Восточной Европе, отошли от традиционного соблюдения заповедей и даже выступали против системы традиционных иешив. Тяга к знаниям была очень сильна и угрожала традиционно изоляционистскому образу жизни.
Постепенно назрела необходимость нового слова в мире иешив, способного придать ему больше привлекательности и удержать в нём еврейство.

## Зарождение и развитие движения «Мусар»
Родившийся в 1810 году рабби Исраэль Салантер (Липкин) с детства отличался большими способностями. В родном городе Салант на него оказал сильное влияние своими проповедями рабби Йосеф Зундель (1786—1866). Он призывал к занятиям нравственным самосовершенствованием и к подчинению себя аскетической морали. Рабби Исраэль много занимался изучением этики, готовился стать моралистом. Он ощущал чрезмерную сухость иешивной жизни, но и чурался чрезмерной, как ему казалось, жизнерадостности хасидизма.
В 1840 году рабби Исраэль Салантер уже был известен своей эрудицией и моральными качествами, его пригласили на раввинский пост в иешиву в Вильнюсе. С этого момента начинается создание новой системы. В 1849 году рабби Исраэль обратился к общине с серией писем, что возымело мало действия. В них он предлагал создать специальную молельню, где простые люди и учёные могли бы думать о самосовершенствовании и делиться мыслями на эту тему. В третьем послании он предложил привлечь и женщин.
В Вильнюсе, Ковно, Кельме и других местах рабби Салантер стал создавать группы последователей и мусарные молельни. После работы в Вильнюсе рабби Салантер отказывался от других постов, от кого бы ни исходило предложение, стремясь сохранить свободу действий. Он побывал и в Пруссии, где пытался повлиять на западноевропейское еврейство и найти сторонников. В германских странах рав объехал много городов, издавал журнал и нашёл много сторонников. Побывал и в Париже.
Во многих местах появились особые молельни, где молились в тёмном углу лицом к стене, часто с рыданиями. При молельнях были маленькие библиотеки с книгами по морали, доступные массам.
В распространении учения «Мусар» Салантеру помогали его бывший учитель Зундель, а также ученики Ицхак Блазер (1837—1907) и Симха-Зисл Бройда (1824—1898). Последние поняли, что лучше начинать с молодёжи, и приняли участие в школах и иешивах. Раввин Блазер, например, преподавал в иешиве «Слободка», вместе с рабби Натаном Цви Финкелем, тоже сторонником «Мусара».
Характерным для иешив движения «Мусар» была новая должность машгиах (ивр. משגיח‎). Он проводил лекции и беседы с учениками. В иешивах была выработана особая атмосфера, особые напевы чтения текста.
В движении «Мусар» были разные направления. В иешиве в Новогрудке (Новардок) преобладало мрачное аскетическое направление, где проповедовали ничтожество человека, в то время как в Слободке царило более оптимистическое учение рабби Финкеля, где большую роль играло понятие о человеческом достоинстве. Рабби Финкель стремился к тому, чтобы иешиботники пользовались уважением и имели самоуважение, чтобы они были хорошо одеты по текущей буржуазной моде, придавалось значение личной гигиене.
Система «Мусар» подразумевала большую самоотдачу учеников, их сосредоточение на Торе и изоляцию от посторонних влияний. В иешиве бытовало мнение, что администрация осуществляет надзор за учениками, в частности через агентов в их собственной среде. Кроме того, Финкель использовал дифференцированную стипендию с предпочтением более верным последователям его движения.

## Оппозиция мусару
Довольно быстро появились противники «Мусара». Прежде всего они опасались возникновения новой секты. Опасения усилились после отбытия рабби Салантера за границу, а ещё более после его смерти в 1882 году. Деятельность наследников лидерства Симхи Зиселя и Исаака Блазера вызывала нарекания. Так, Блазер был ответственным за общественную кассу и использовал это для поощрения сторонников мусара. Это вызывало недовольство, так что, в конце концов, 1890 году р. Ицхак Эльханан Спектор отстранил Блазера от кассы.
Кроме того, Салантер всегда считал Талмуд главным предметом изучения, а у Симхи Зиселя были высказывания, что Талмуд без мусара бесполезен, и даже, что изучение мусара важнее. Положение самого Зиселя напоминало образ хасидского цадика, у него было 12 главных помощников. Сами мусарники стали относиться к другим заносчиво и недружелюбно, чего никогда не было при рабби Салантере.
Девять видных раввинов выступили против «Мусара» в печати, раввин Блазер вынужден был расстаться со Слободкой и в 1902 году уехал в Палестину. Сопротивление мусару происходило и внутри иешивот и привело в 1897 году к расколу в слободкинской иешиве; в 1901 году иешива снова оказалась на грани раскола. Одной из важных причин были крайности мусара, например, негласный надзор за поведением студентов с последующей дифференциацией стипендий. Некоторые читали светские книги, создавали сионистские кружки, что тоже запрещалось.
После смерти Зиселя в 1898 году и отъезда Блазера движение пошло на убыль и уже не имело такого размаха и влияния, хотя иешивы с применением элементов мусара существуют и сейчас. История движения, причины оппозиции и ответы на аргументы противников описаны в ряде исторических сочинений, одним из первых авторов был рабби Иехиэль Яаков Вайнберг. Интересно утверждение Вайнберга, что основатель движения рабби Исраэль Салантер открыл до Фрейда подсознание. По Салантеру в изложении Вайнберга, подсознание не обязательно обусловлено сексуальностью, как у Фрейда; его можно наполнить Божественным светом.